# 桃内駅

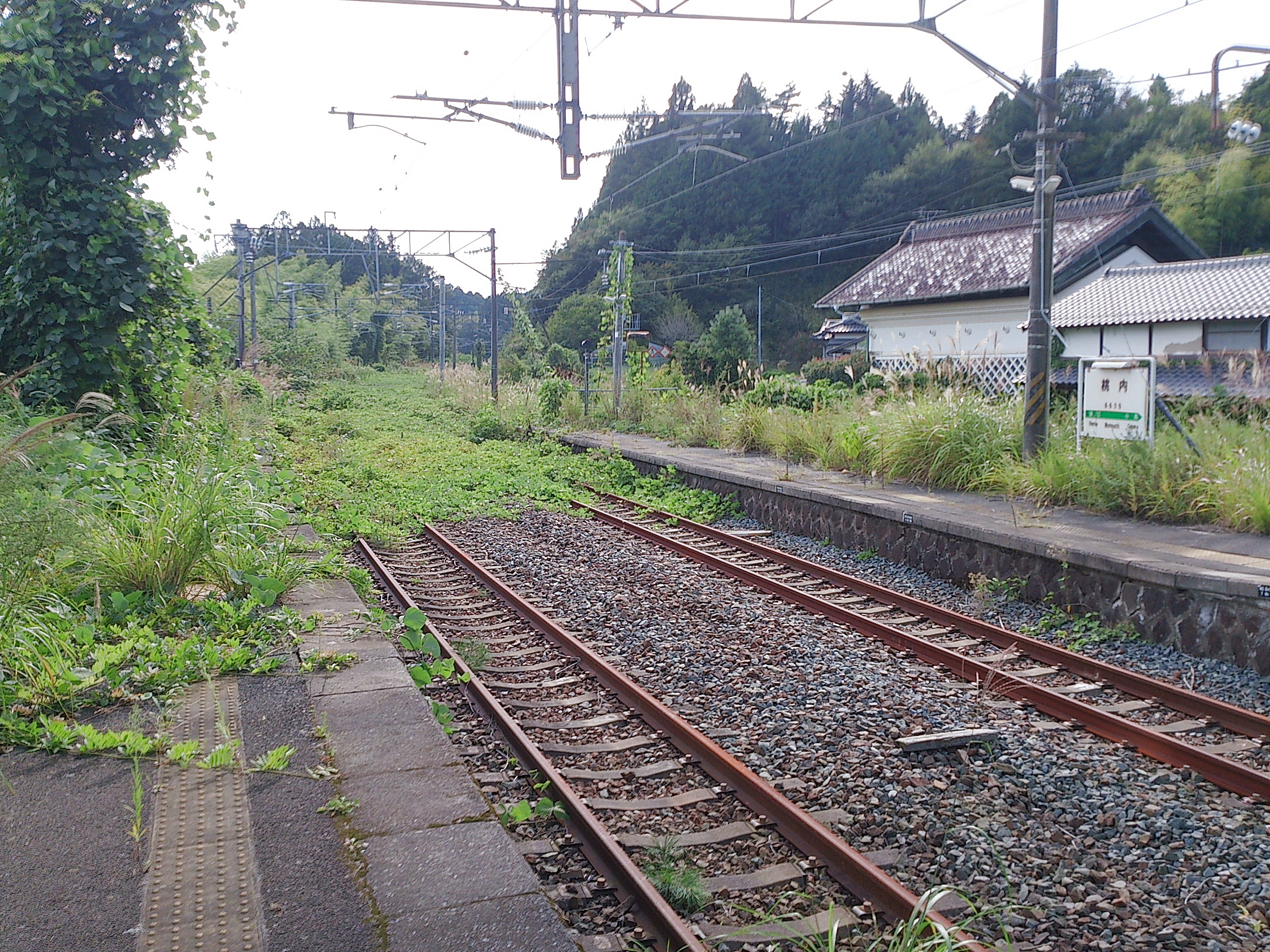
立ち入り禁止解除直後の同駅
草に覆われたまま休止中（2014年9月）

桃内駅（ももうちえき）は、福島県南相馬市小高区耳谷（みみがい）字桃内にある、東日本旅客鉄道（JR東日本）常磐線の駅である。 

## 歴史
- 1944年（昭和19年）2月15日：運輸通信省の桃内信号場として開設[2][3]。
- 1948年（昭和23年）8月10日：駅に昇格し、桃内駅として開業[2][3]。
- 1949年（昭和24年）6月1日：日本国有鉄道が発足。
- 1961年（昭和36年）2月1日：貨物の取り扱いを廃止[3]。
- 1975年（昭和50年）10月1日：荷物の扱いを廃止[3]。
- 1985年（昭和60年）3月14日：駅員無配置駅となる[4]。
- 1987年（昭和62年）4月1日：国鉄分割民営化に伴い、JR東日本の駅となる[3]。
- 2000年（平成12年）：木造駅舎が解体。
- 2001年（平成13年）：鉄骨造の現駅舎の供用を開始。
- 2011年（平成23年）3月11日：東日本大震災および福島第一原子力発電所事故により、営業を休止[2]。
- 2017年（平成29年）4月1日：浪江駅 - 小高駅間の運転再開に伴い、営業を再開[5]。
- 2024年（令和6年）10月1日：えきねっとQチケのサービスを開始[1][6]。

## 駅構造
東日本大震災以前は単式ホーム1面1線と島式ホーム1面2線、合計2面3線のホームを持つ地上駅であったが、2017年（平成29年）の営業再開後は島式ホームの駅舎反対側（3番線）が線路撤去の上で柵により封鎖され、相対式2面2線となった。互いのホームは跨線橋で連絡している。
原ノ町統括センター（原ノ町駅）管理の無人駅である。駅舎は2001年（平成13年）に木造から現在の鉄骨造に改築され、待合室がある。

### のりば
| 番線 | 路線     | 方向 | 行先             |
| ---- | -------- | ---- | ---------------- |
| 1    | ■ 常磐線 | 上り | いわき・水戸方面 |
| 2    | ■ 常磐線 | 下り | 原ノ町・仙台方面 |

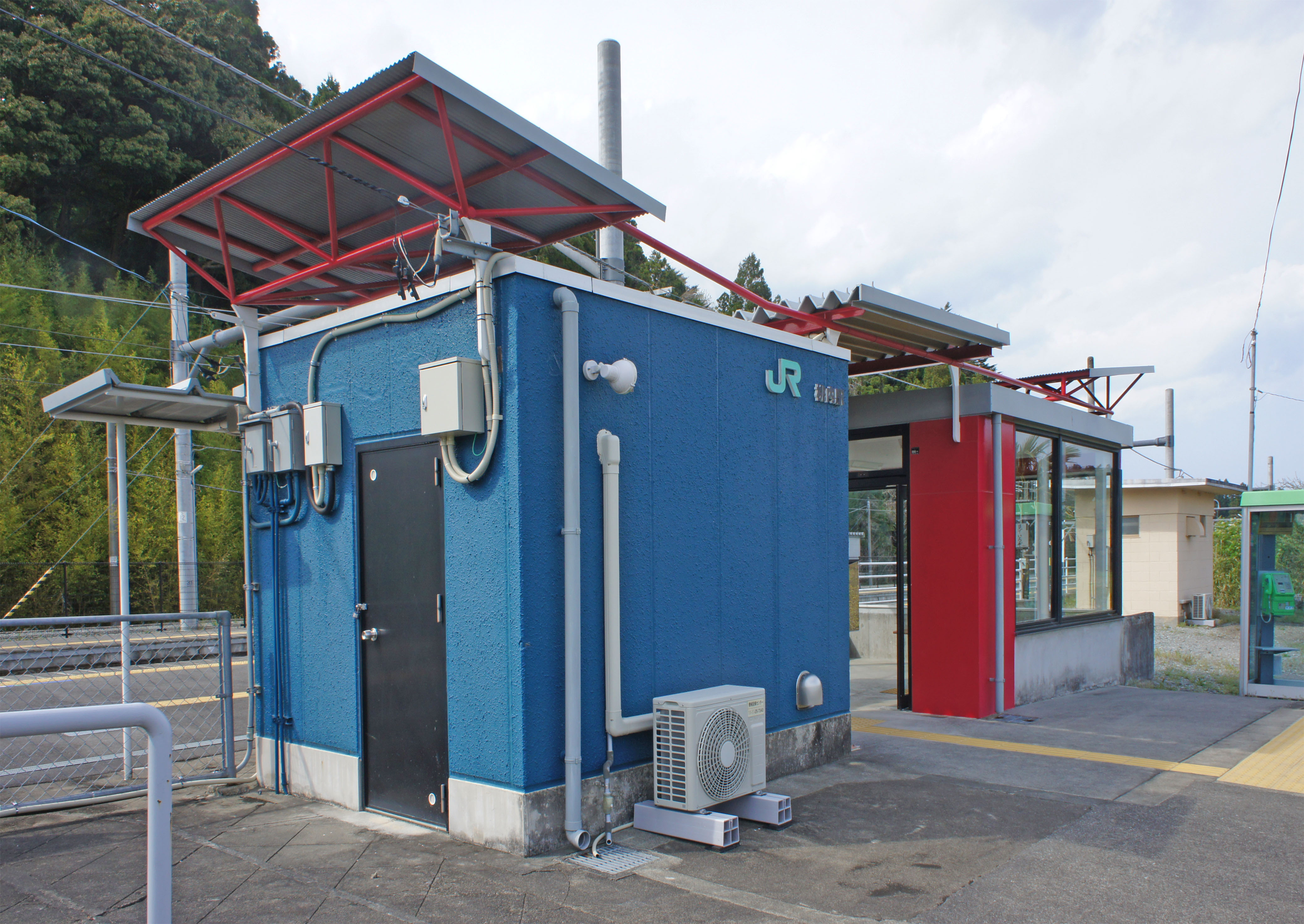
駅舎（2022年4月）
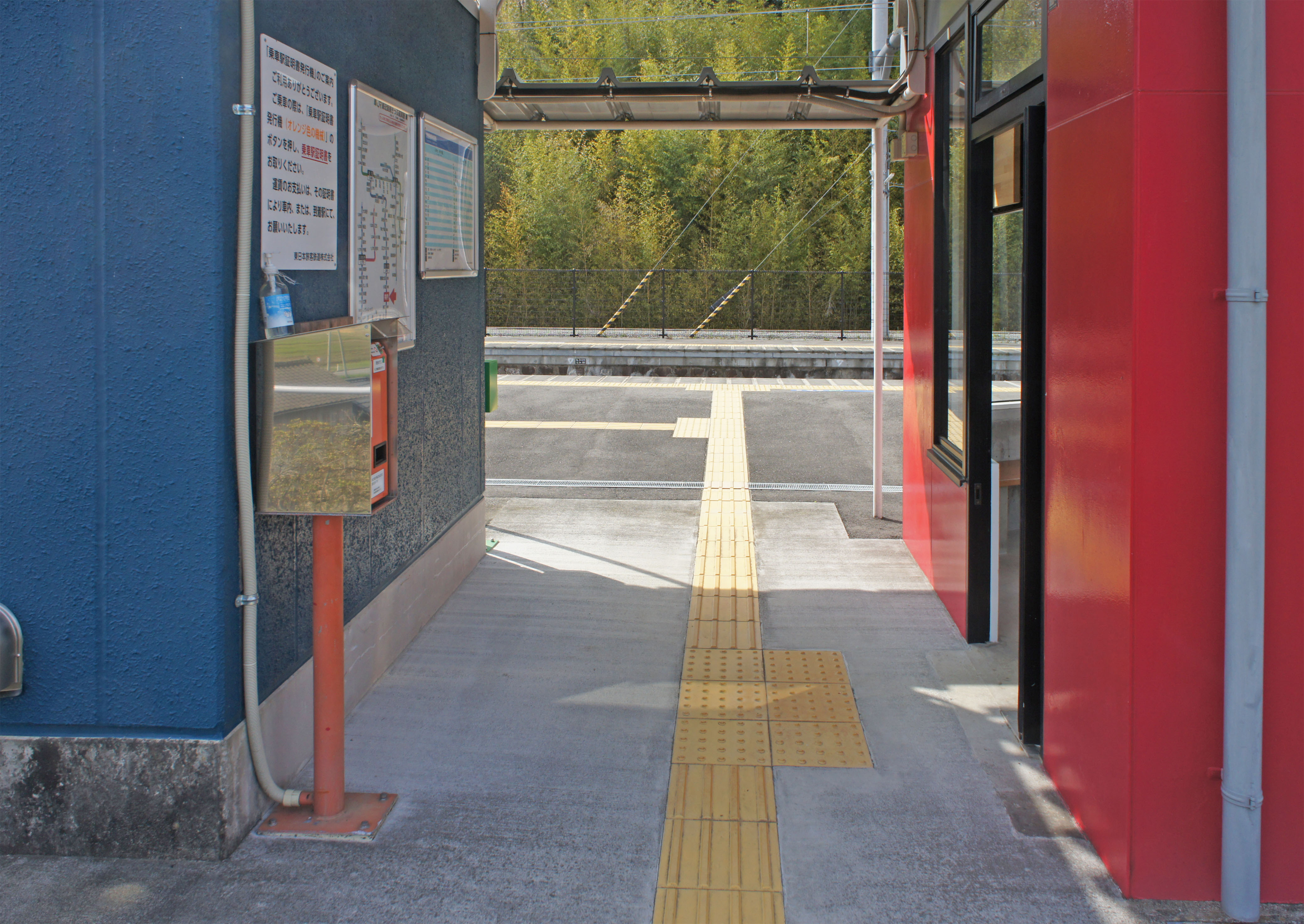
改札口（2022年4月）
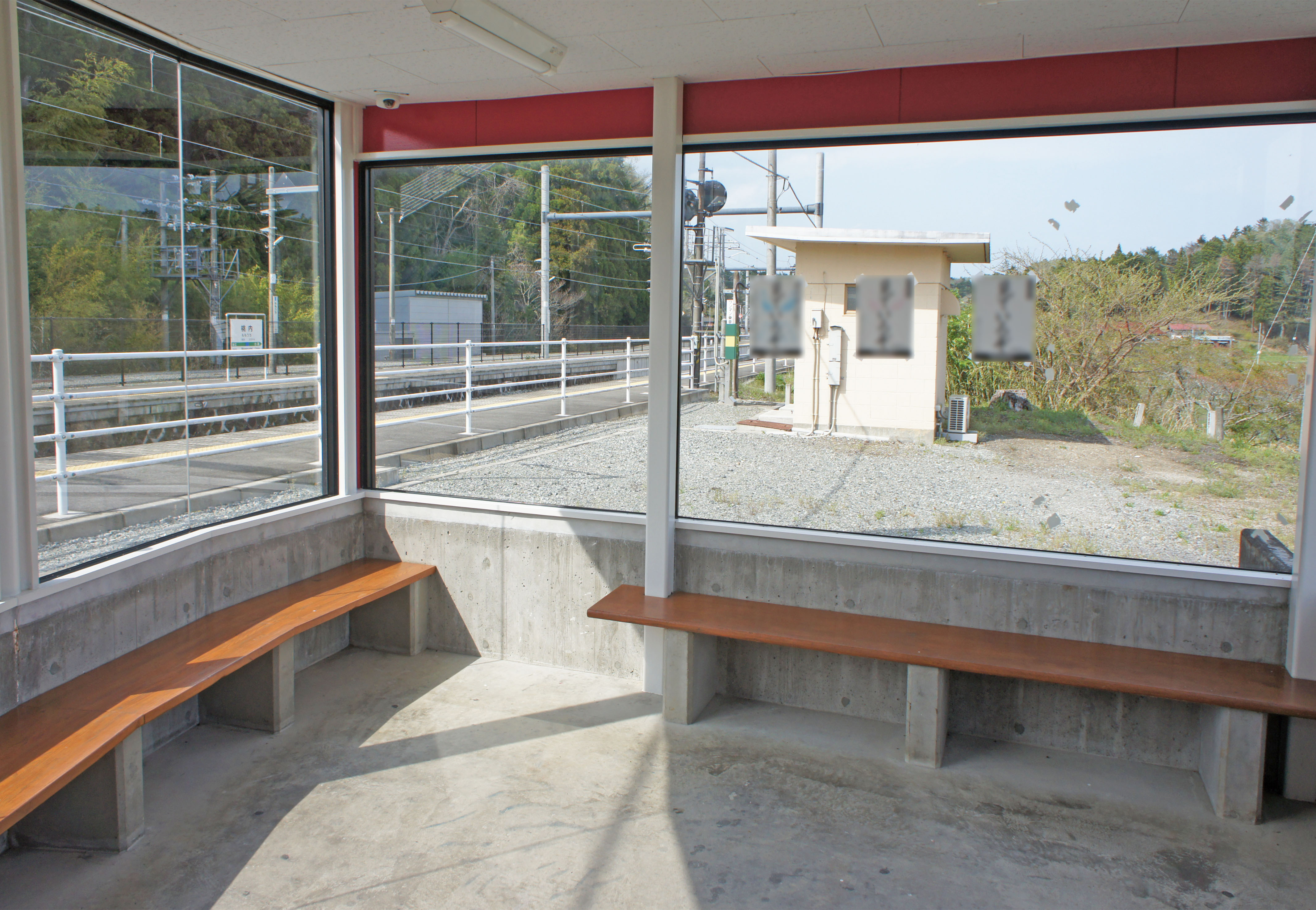
待合室（2022年4月）
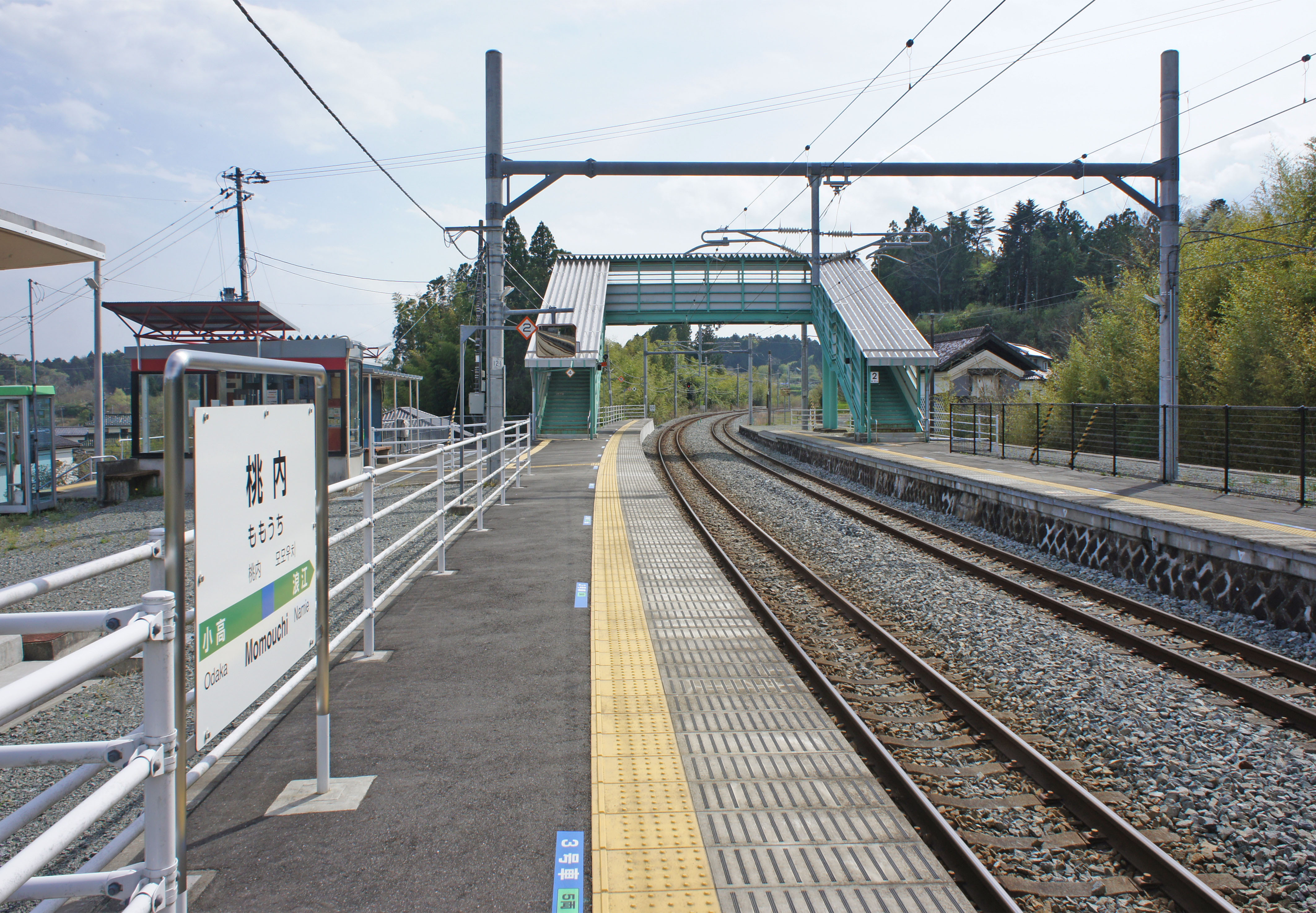
ホーム（2022年4月）

## 利用状況
「福島県統計年鑑」によると、2000年度（平成12年度）- 2004年度（平成16年度）の1日平均乗車人員の推移は以下のとおりであった。
| 乗車人員推移       | 乗車人員推移     | 乗車人員推移 |
| 年度               | 1日平均 乗車人員 | 出典         |
| ------------------ | ---------------- | ------------ |
| 2000年（平成12年） | 30               | [ 8 ]        |
| 2001年（平成13年） | 36               | [ 9 ]        |
| 2002年（平成14年） | 36               | [ 10 ]       |
| 2003年（平成15年） | 36               | [ 11 ]       |
| 2004年（平成16年） | 41               | [ 12 ]       |

## 駅周辺
山間の集落であり、周囲には水田が広がる。民家は少ない。当駅周辺に出されていた福島第一原子力発電所事故に関連する避難指示は2016年（平成28年）7月に解除された。
- 福島県道120号浪江鹿島線
- 宮田川

## 大都市近郊区間
2020年（令和2年）3月14日より、浪江以南が東京近郊区間およびSuica首都圏エリアに、小高以北が仙台近郊区間およびSuica仙台エリアに編入され、前後の駅が大都市近郊区間およびSuicaのサービスが利用可能な駅となっているが、当駅はその間に位置し、どちらの近郊区間にも属さず、Suicaエリアにも編入されないため、常磐線内で唯一交通系ICカードが使えない駅となっている。
そのため、例えば東京近郊区間内の任意の駅から浪江駅までのきっぷを買った場合、途中下車はできないが、当駅まで購入することによって途中下車が可能となるほか、乗車券の有効期間が距離に応じて伸びることがある。

## 隣の駅
東日本旅客鉄道（JR東日本）
■常磐線
浪江駅 - 桃内駅 - 小高駅